# Ершов, Борис Николаевич
Бори́с Никола́евич Ершо́в (5 февраля 1952, Ленинград — 23 августа 2020, Санкт-Петербург) — советский и российский инженер-конструктор маломерных судов, популяризатор водно-моторного и парусного спорта.

## Биография
Родился 5 февраля 1952 года в Ленинграде в большой семье инженера и врача.
В 1975 году окончил Ленинградский кораблестроительный институт по специальности судостроение и судоремонт.
Работал руководителем судомодельного кружка, производственным мастером, конструктором, технологом, начальником цеха на государственном предприятии, руководителем своей частной фирмы по производству маломерных судов по своим проектам.

…Все спроектированные им лодки, а их уже набралось более 30, он не только «рисует», но сам строит и испытывает. И в этом одно из объяснений такой популярности лодок талантливого конструктора.— редакция журнала «Катера и Яхты», 2002 год
С использованием проектов, технологической оснастки, разработанных Борисом Ершовым, выпускаются катера и лодки на малых судоверфях в Москве, Санкт-Петербурге, Пскове, Нижнем Новгороде, Саратове… Продукция оказалась востребована на отечественном рынке, основными заказчиками выступают различные силовые ведомства и ФГУП «Росморпорт».
Кроме лодок и катеров Борис Ершов разработал и внедрил в производство многочисленные проекты изделий из стеклопластика: бассейны, оборудование для ванной комнаты, рекламные тумбы, лотки, кузовные детали, ёмкости для переноса систем разминирования, композитные модули с заданными параметрами проницаемости электромагнитных волн для специальных подразделений, лопасти для ветрогенераторных установок.
Борис Ершов являлся организатором, спонсором и участником общедоступных парусных регат. С 2010 года с целью развития и популяризация парусного спорта, привлечения общественного внимания к водным акваториям Санкт-Петербурга и Ленинградской области, как к месту для занятий спортом и активному семейному отдыху на воде, проводил любительские парусные Суздальские регаты на швертботах «Лагуна-Комби». Провёл 1-ю Псковскую регату с пересадкой на созданных им швертботах «Лагуна-Комби». Со своими швертботами принимал участие в парусных регатах в Москве, Пскове, Череповце.
Имеет двоих сыновей.
В «Золотой книге Санкт-Петербурга» размещена статья о Борисе Ершове и его кооперативе «Курс».
Умер 23 августа 2020 года в Санкт-Петербурге. Похоронен на Северном кладбище в Санкт-Петербурге.

### Основные проекты, разработанные Борисом Ершовым
•	Катер «Ритм».
•	Катер «Ритм-450».
•	Катер «Олимп».
•	Моторная лодка «Пчёлка».
•	Моторная лодка «Гамма».
•	Моторная лодка «Фобос».
•	Катер «Сигма».
•	Картоп-лодка «Пионер».
•	Катер «Ленинград».
•	Катер «Фантом».
•	Каноэ «Гурон».
•	Гидроцикл с надувными бортами.
•	Лодки РИБ серии «Форель»: «Форель-510», «Форель С-260», «Форель С-300».
•	Моторные лодки серии «Дельта»: «Дельта», «Дельта» (Т), «Дельта» (Р), «Дельта 43К», «Дельта-люкс», «Дельта-lite».
•	Лодка «Лагуна» — четыре модификации на основе одного корпуса лодки: гребная, моторная, парусная, РИБ.
•	Швертбот «Лагуна-Комби».
•	Моторная лодка «Краб».
•	Спасательная лодка «Шквал».
•	Моторная лодка «Омега».
•	Моторная лодка «Круиз».
•	Катер «Круиз».
•	Катер «Курьер».
•	Моторная лодка «Камчатка».
•	Лодка РИБ «Спрут».
•	Катера серии «Кальмар»: «Кальмар», «Кальмар-компакт» («БЛ-680» по классификации ВМФ), «Кальмар-компакт K-680HLI», «Кальмар-610», «Кальмар-610А», «Кальмар-610 с каютой», «Кальмар-650», Кальмар «K-680HLD», «Кальмар-720», «Кальмар-АТ65», «Кальмар-АТ61М», «Кальмар-76М», «БЛ-790А» (по классификации ВМФ).
•	Катер «Наутилус» («БЛ-820» по классификации ВМФ).
•	Катер «Наутилус-800» («БЛ-840» по классификации ВМФ).
•	Катер «Октопус-680» («БЛ-680Е» по классификации ВМФ).
•	Катер «Кракен 1200» («БЛ-1200» по классификации ВМФ).
•	Катер «Альянс».
•	Катер «СВ-6 Сейвал».
•	Автоплавдача (проект Бориса Ершова).